# Thạch sùng mí Cát Bà
Thạch sùng mí Cát Bà, tên khoa học Goniurosaurus catbaensis, là một loài tắc kè trong họ Tắc kè. Loài này có thân hình mảnh dẻ, dẹp, chiều dài thân từ 84 đến 111mm. Lưng của chúng có màu nâu với những vệt màu xám, nhiều đốm màu vàng ở phần giáp với sườn. Loài này sinh sống trong khe đá và hang động trên các vách núi thuộc khu dự trữ sinh quyển Cát Bà, Hải Phòng, Việt Nam. Loài này được phát hiện ở Việt Nam và được công bố tháng 5 năm 2008. Hiện nay người ta mới chỉ ghi nhận loài thằn lằn này ở đảo Cát Bà và đây là loài đặc hữu Việt Nam. 